# FC-Astoria Walldorf
Der FC-Astoria Walldorf e. V. (Schreibweise laut Vereinssatzung: FC Astoria Walldorf e. V.) ist ein deutscher Fußballverein aus dem badischen Walldorf.

## Geschichte
Die Gründungsveranstaltung des FC-Astoria 08 Walldorf fand im Oktober 1908 im Gasthaus Zum Stern statt. 1910 erfolgte der Beitritt zum Süddeutschen Fußball-Bund, erst im August 1919 wechselte der Verein unter dem Namen FC-Astoria Walldorf zum Süddeutschen Fußball-Verband. 1923 erfolgte der Übertritt in den Arbeiter-Turn- und Sportbund. Der nun mit mehreren Sportarten umfassende Großverein nannte sich in Vereinigte Arbeiter-Sportgemeinde Walldorf-Astoria 08 um, während sich die Fußballer unter dem Namen VfR Walldorf-Astoria abspalteten. 1931 wurde zudem der 1. FC Walldorf 1931 gegründet. Auf Druck der Nationalsozialisten kam es 1937 zur Bildung des Großvereins TSV 02/08 Walldorf-Astoria. Dieser erreichte 1943 durch Gewinn der Staffel Heidelberg der 1. Klasse Nordbaden die Aufstiegsrunde zu erstklassigen Gauliga Baden. 1943/44 bildete der Verein mit dem SV Sandhausen eine Kriegsspielgemeinschaft und spielte in der erstklassigen Gauliga Baden, musste sich jedoch kriegsbedingt bereits im Februar 1944 vom Spielbetrieb zurückziehen.
Nach dem Zweiten Weltkrieg wurde der Verein unter dem Namen SG Walldorf wieder gegründet. In der Spielzeit 1952/53 kam es zur Abspaltung der Fußballabteilung, die fortan den 1. FC 08 Walldorf neu gründeten. Eine Minderheit führte den Fußballsport innerhalb der SG weiter und startete 1953 in der B-Klasse Heidelberg neu. Der 1. FC 08 übernahm während der Saison 1951/52 die Spielklasse vom alten Verein und spielte in der 2. Amateurliga Rhein-Neckar. Später schlossen sich auch die Tischtennisspieler dem neuen Verein an, da etliche Fußballer auch aktive Tischtennisspieler waren. 1975 erfolgte die Trennung und Gründung der TTG 47 Walldorf.
Der 1. FC 08 spielte zwischen 1982 und 1993 insgesamt elf Jahre in der Verbandsliga Nordbaden. Nachdem man zwei Mal in Folge abgestiegen war, fand man sich 1994/95 in der Bezirksliga Heidelberg wieder. Dort traf man erstmals wieder seit 1970 in Punktespielen auf die Fußballer der SG Astoria. Die Initiative zur „Wiedervereinigung aller Walldorfer Fußballer“ ging von der Abteilungsführung der SG Astoria aus. Erste Gespräche unter neutraler Leitung des damaligen Beigeordneten und ehemaligen Bürgermeisters Heinz Merklinger fanden in der Winterpause der Saison 1994/95 statt. Ziel der Fusion, die am 15. Februar 1995 zwischen dem 1. FC 08 Walldorf und der Fußballabteilung der SG Walldorf-Astoria 02 erfolgte, und am 3. März 1995 auf den Mitgliederversammlungen beider Vereine endgültig beschlossen wurde, war es, höherklassigen Fußball in Walldorf zu etablieren. Nach sehr schwierigen ersten Jahren konnte dieses Ziel erreicht werden.
In der Saison 2006/07 errang der FC-Astoria Walldorf die Meisterschaft der Verbandsliga Baden und stieg damit in die Oberliga Baden-Württemberg auf. 2014 stieg der Verein erstmals in die Regionalliga in die Südwest-Staffel auf. 2014 und 2016 gelang der Sieg im Badischen Pokal und damit die Qualifikation für den DFB-Pokal. Während man 2014/15 dort schon in der ersten Runde gegen Hannover 96 mit 1:3 verlor, gelang 2016/17 eine Überraschung. Nachdem man in den ersten zwei Runden den Bundesligisten SV Darmstadt 98 (1:0) und den Zweitligisten VfL Bochum (4:3 n. V.) aus dem Wettbewerb geworfen hatte, schied man erst im Achtelfinale mit 5:6 n. E. gegen den Zweitligisten Arminia Bielefeld aus.

## Erfolge vor der Fusion
- Meister der Landesliga Rhein-Neckar 1982 (FC)
- Meister der Bezirksliga Heidelberg 1995 (FC)
- Meister der Bezirksliga Heidelberg 1992 (SG)
- Meister der A-Klasse 1963, 1966, 1971 (FC)
- Meister der A-Klasse 1970 (SG)
- Meister der B-Klasse 1965 (SG)

## Erfolge nach der Fusion
- Badischer Pokalsieger 2014, 2016, 2023
- Meister der Oberliga Baden-Württemberg 2014
- Meister der Verbandsliga Nordbaden 2007
- Aufstieg in die Verbandsliga Nordbaden 2001

## Platzierungen seit 1994
| Saison  | Liga                       | Ebene   | Platz |
| ------- | -------------------------- | ------- | ----- |
| 1994/95 | Bezirksliga Heidelberg     | 7. Liga | 01.   |
| 1995/96 | Landesliga Rhein-Neckar    | 6. Liga | 04.   |
| 1996/97 | Landesliga Rhein/Neckar    | 6. Liga | 06.   |
| 1997/98 | Landesliga Rhein/Neckar    | 6. Liga | 04.   |
| 1998/99 | Landesliga Rhein/Neckar    | 6. Liga | 07.   |
| 1999/00 | Landesliga Rhein/Neckar    | 6. Liga | 02.   |
| 2000/01 | Landesliga Rhein/Neckar    | 6. Liga | 02.   |
| 2001/02 | Verbandsliga Nordbaden     | 5. Liga | 06.   |
| 2002/03 | Verbandsliga Nordbaden     | 5. Liga | 03.   |
| 2003/04 | Verbandsliga Nordbaden     | 5. Liga | 04.   |
| 2004/05 | Verbandsliga Nordbaden     | 5. Liga | 08.   |
| 2005/06 | Verbandsliga Nordbaden     | 5. Liga | 06.   |
| 2006/07 | Verbandsliga Nordbaden     | 5. Liga | 01.   |
| 2007/08 | Oberliga Baden-Württemberg | 4. Liga | 08.   |
| 2008/09 | Oberliga Baden-Württemberg | 5. Liga | 04.   |
| 2009/10 | Oberliga Baden-Württemberg | 5. Liga | 02.   |
| 2010/11 | Oberliga Baden-Württemberg | 5. Liga | 08.   |
| 2011/12 | Oberliga Baden-Württemberg | 5. Liga | 07.   |
| 2012/13 | Oberliga Baden-Württemberg | 5. Liga | 02.   |
| 2013/14 | Oberliga Baden-Württemberg | 5. Liga | 01.   |
| 2014/15 | Regionalliga Südwest       | 4. Liga | 08.   |
| 2015/16 | Regionalliga Südwest       | 4. Liga | 11.   |
| 2016/17 | Regionalliga Südwest       | 4. Liga | 11.   |
| 2017/18 | Regionalliga Südwest       | 4. Liga | 11.   |
| 2018/19 | Regionalliga Südwest       | 4. Liga | 13.   |
| 2019/20 | Regionalliga Südwest       | 4. Liga | 05.   |
| 2020/21 | Regionalliga Südwest       | 4. Liga | 18.   |
| 2021/22 | Regionalliga Südwest       | 4. Liga | 10.   |
| 2022/23 | Regionalliga Südwest       | 4. Liga | 14.   |
| 2023/24 | Regionalliga Südwest       | 4. Liga | 14.   |
| 2024/25 | Regionalliga Südwest       | 4. Liga | 11.   |

## Aktuelle Mannschaften
- 1. Herrenmannschaft Regionalliga Südwest
- 2. Herrenmannschaft Oberliga Baden-Württemberg
- 1. Frauenmannschaft Oberliga – BW
- U19-Bundesliga
- U18-Oberliga
- U17-Bundesliga
- U16-Verbandsliga

## Kader der Saison 2024/25
(Stand: 13. April 2025)
| Nr.        | Nat.         | Spieler              | Geboren       | Im Verein seit |
| ---------- | ------------ | -------------------- | ------------- | -------------- |
| Tor        |              |                      |               |                |
| 01         | Deutschland  | Tim Bjarne Hansen    | 27. Okt. 1997 | 2024           |
| 22         | Deutschland  | Jerik von der Felsen | 22. Okt. 2004 | 2023           |
| 33         | Osterreich   | Mario Schragl        | 31. Jan. 1999 | 2021           |
| 34         | Deutschland  | Lucca Kletti         | 9. Apr. 2000  | 2019           |
| Abwehr     |              |                      |               |                |
| 02         | Deutschland  | Maik Goß             | 28. Jan. 1999 | 2018           |
| 03         | Deutschland  | Emanuel Gstettner    | 3. Nov. 2000  | 2023           |
| 04         | Deutschland  | Dennis Egel          | 21. Feb. 2005 | 2024           |
| 05         | Deutschland  | Roman Hauk           | 15. Apr. 1999 | 2020           |
| 08         | Deutschland  | Lennart Grimmer      | 18. Juni 1999 | 2023           |
| 12         | Deutschland  | Bennet Schieber      | 18. Jan. 2004 | 2023           |
| 21         | Deutschland  | Ken Hauser           | 14. Nov. 2002 | 2024           |
| 27         | Deutschland  | Max Müller           | 16. Mai 1994  | 2018           |
| 28         | Deutschland  | Yannick Thermann     | 8. Feb. 1994  | 2025           |
| 29         | Deutschland  | Andre Sirianni       | 29. Mai 1999  | 2024           |
| Mittelfeld |              |                      |               |                |
| 06         | Griechenland | Jannis Boziaris      | 10. Apr. 2003 | 2024           |
| 07         | Deutschland  | Tim Fahrenholz       | 22. März 1994 | 2018           |
| 10         | Deutschland  | Maximilian Waack     | 12. Jan. 1996 | 2020           |
| 13         | Deutschland  | Emilian Lässig       | 30. Nov. 1999 | 2021           |
| 17         | Deutschland  | Theodoros Politakis  | 16. Apr. 1998 | 2021           |
| 19         | Deutschland  | Baton Hajrizaj       | 31. Jan. 2006 | 2025           |
| 24         | Deutschland  | Jonas Arcalean       | 23. Apr. 1997 | 2023           |
| 25         | Deutschland  | Topaz Kronmüller     | 19. Sep. 2002 | 2022           |
| 27         | Deutschland  | Alexander Müller     | 4. Mai 2005   | 2024           |
| 30         | Deutschland  | Moritz Reuther       | 30. März 2003 | 2022           |
| 38         | Deutschland  | Arion Erbe           | 25. Juni 2001 | 2022           |
| Sturm      |              |                      |               |                |
| 09         | Deutschland  | Marcel Carl          | 10. Juli 1993 | 2021           |
| 11         | Deutschland  | Felix Kendel         | 9. Apr. 2000  | 2024           |
| 14         | Deutschland  | Jihad Boutakhrit     | 12. Apr. 2000 | 2025           |
| 18         | Deutschland  | Tilmann Jahn         | 30. Aug. 1999 | 2020           |
| 20         | Deutschland  | Marco Rienhardt      | 28. Jan. 1999 | 2024           |
| 26         | Deutschland  | Andre Redekop        | 14. Mai 1995  | 2024           |
| 32         | Deutschland  | Louis Safranek       | 12. Sep. 2004 | 2023           |

## Stadion
Der FC-Astoria Walldorf trägt seine Heimspiele im 2006 fertiggestellten Dietmar-Hopp-Sportpark, einem reinen Fußballstadion, aus. Zum Rückrundenbeginn 2008 wurde die neue Tribüne mit VIP-Logen und die neuen Umkleideräume in Betrieb genommen.
Zudem stehen im anliegenden städtischen Sportzentrum zwei Kunstrasenplätze, ein kleiner Naturrasenplatz und das Waldstadion mit einem Naturrasenplatz zur Verfügung.
Während der Fußball-Weltmeisterschaft 2006 nutzte die in Walldorf untergebrachte Nationalmannschaft von Costa Rica das Astoria-Sportzentrum als Trainingsstätte, wobei sie auch ein Freundschaftsspiel gegen den FC-Astoria austrug. 2009 wurden zwei Frauen-U-19-Länderspiele im Stadion ausgetragen. Als Vorbereitung auf die Fußball-Weltmeisterschaft 2010 nutzte die Honduranische Fußballnationalmannschaft das Astoria-Sportzentrum, wobei sie ein Spiel gegen Walldorf austrug.

## Persönlichkeiten
- André Becker, Spieler
- Dejan Bozic, Spieler
- Sven Eller, Spieler
- Andreas Gaber, Spieler
- Mario Göttlicher, Spieler
- Minos Gouras, Spieler
- Nicolai Groß, Spieler
- Christopher Hellmann, Spieler
- Nico Hillenbrand, Spieler
- Timo Kern, Spieler
- Andreas Müller, Spieler
- Roberto Pinto, Spieler
- Stephan Sieger, Spieler
- Marvin Wanitzek, Spieler
- Erik Wekesser, Spieler
- Rick Wulle, Spieler
- Roland Dickgießer, Trainer
- Rüdiger Menges, Trainer

## Fanszene
In der Oberligasaison 2008/09 kamen pro Heimspiel durchschnittlich 600 Zuschauer zu den Heimspielen Walldorfs. Damit lagen die Zuschauerzahlen zwar deutlich unter denen des SV Waldhof Mannheim, 1. FC Heidenheim oder SSV Ulm 1846, aber noch in der oberen Hälfte. Mit dem Fan-Club ’87 Walldorf hat der Verein auch seinen eigenen Fanklub.